# Sisak
Sisak (tyska: Sissek, ungerska: Sziszek, latin: Siscia) är en stad i centrala Kroatien med drygt 47 000 invånare. Sisak ligger där floderna Kupa, Sava och Odra möts och är en flodhamn och tidigare viktig industristad som hade stark metallindustri, oljeraffinaderi och kemisk industri. Det mesta av industrin är idag dock föråldrat och förfallet. Staden är belägen 57 km sydost om huvudstaden Zagreb och är residensstad i Sisak-Moslavinas län. 

## Historia
Sisak är en av äldsta bosättningarna i norra Kroatien. Med sin placering vid floden var Sisak en attraktiv plats för bosättningar redan flera hundra år f.Kr. Utgrävningar visar att första som bodde där var illyrer. 400 f.Kr kom kelter och byggde  Segestica.
Under första århundradet f.Kr. blev området en del av Romerska riket och romarna byggde en tullstation med namnet Siscia. Den blev viktig handelsplats och fick status av stad. I staden fanns flera myntsmeder och pengar tillverkade där användes i hela romerska riket. Från den tiden finns många arkeologiska fynd, delar av försvarsmurar, bostäder, mosaik, keramik och romerska mynt som man fortfarande hittar i flodsanden. I gamla delen av staden fanns gator stensatta under romersk tid ända till 1970-talet då man la asfalt över dem på grund av det oväsen som trafiken orsakade.
Med Romerska rikets förfall förlorade Sisak också sin betydelse och när på 700-talet kroater kom till området fanns inte mycket kvar av staden som kroaterna kallade Sisak. På 900-talet talet blev Sisak åter viktig som en militärbas under kriget mot frankerna. Under 1100-hundratalet ingick Kungariket Kroatien en allians med Ungern och blev senare en del av Sankt Stefanskronans länder inom Habsburgska riket. På 1500-hundratalet blev Sisak åter en militärbas på gränsen mot turkiska erövrare. En försvarsfästning, som idag kallas Stari grad, byggdes av material som hittades i gamla romerska byggnader. 1593 utkämpades där den sista striden mellan kroatiska och turkiska styrkor. Striden, efter vilken turkarna tvingades dra sig tillbaka, betydde slut på turkisk framfart mot Europa.
Sisak var en del av Habsburgska riket ända till 1918, då det bildade en stat av slovener, kroater och serber som senare blev Kungariket Jugoslavien. På 1800- och 1900-hundratalen utvecklades Sisak åter till handelsstad tack vare järnväg och möjligheter av transporter på floden. Under andra världskriget blev Sisak bombat av allierade styrkor eftersom det fanns tyska soldater där. 1991 blev Sisak anfallet av serbiska terroristiska styrkor som regelbundet under hela Hemlandskriget, ända till 1995, avfyrade raketer mot civilbefolkningen. Efter kriget och med föråldrad industri förlorade Sisak sin betydelse som industristad. 